# Carles Cases
Carles Cases (Sallent, 1958) est un musicien catalan.

## Biographie
Il fait des études de piano et de violoncelle au Conservatoire Supérieur de Musique de Barcelone, des études d'harmonie et de piano-jazz à l'Académie de Musique Contemporaine de Hastad, d'orchestration et de composition à l'Institut Supérieur des Arts de La Havane.
Il est membre du big band de Lluís Rovira dans les années 1970 et en 1982, il crée le Carles Cases Quartet, groupe avec lequel il se produit dans toute l'Espagne en participant à différents événements musicaux.
Pendant cette période, il fait aussi partie d'un Quatuor à cordes classique.
En 1986, il crée le groupe de jazz Blaumarí. En 1988 il devient membre du groupe Yehudi Menuhin Live Music Now.
À partir de 1989, il commence sa carrière cinématographique et télévisée. Il a déjà produit plusieurs disques de Lluís Llach, Martirio, Maria del Mar Bonet, Georges Moustaki ...

## Filmographie
- 2001 : Anita n'en fait qu'à sa tête (Anita no pierde el tren), de Ventura Pons
- 2002 : Food of Love de Ventura Pons, meilleure musique au Festival du film de Barcelone